# 영양 무창리 산돌배
영양 무창리 산돌배(英陽 茂蒼里 산돌배)는 대한민국 경상북도 영양군 영양읍 무창리에 있는 산돌배나무이다. 2010년 11월 22일 대한민국의 천연기념물 제519호로 지정되었다.

## 개요
이 나무는 마을이 생길때부터 당산나무로 모셔왔으며 매년 정월 대보름과 마을 흉사가 있을 때는 반드시 제사를 올렸다고 하며, 이 나무에 꽃이 피는 모습으로 그해 농사의 풍흉을 점치는 등 오랫동안 마을의 역사와 함께하였다.
이 나무는 매우 큰 산돌배로 규모가 매우 크고 수형이 아름다우며 생육상태도 양호한데다, 마을의 당산목으로 보호되어 온 점에서 생물학적 가치 뿐 아니라 민속·문화적 가치가 있다.

## 현지 안내문

### 한글 설명
영양 무창리 산돌배
英陽 茂蒼里 산돌배
천연기념물 제519호
  
산돌배나무는 장미과 배나무속에 속하는 낙엽 활엽 교목*으로 주로 전국 표고** 1,500미터 이하의 산지 또는 계곡에서 자란다. 돌배나무는 열매에 꽃받침이 없고 색깔이 조금 진한 갈색으로 익지만, 산돌배나무는 열매에 꽃받침이 달려 있고 색깔이 노랗게 익는다.
무창리 산돌배나무는 웅장하고 나무의 모양이 아름다우며 생육 상태도 양호하다. 마을이 생길 때부터 당산나무로 모셔왔으며, 매년 정월 대보름과 마을에 흉사가 있을 때는 반드시 제사를 올렸다고 한다. 산돌배나무에 꽃이 피는 모습을 보고 그해 농사의 풍년과 흉년을 점치는 등 오랫동안 마을의 당산목***으로 보호해 왔다.
산돌배나무는 생물학적 가치뿐 아니라 민속적, 문화적으로도 보존 가치가 인정되어 천연 기념물로 지정하여 보호하고 있다.
* 교목(喬木): 줄기가 곧고 굵으며 높이가 8미터를 넘는 나무.

** 표고(標高): 바다의 면이나 어떤 지점을 정하여 수직으로 잰 일정한 지대의 높이.

*** 당산목(堂山木): 마을의 수호신으로 모셔 제사를 지내주는 나무.

### 영문 설명
Sand Pear of Muchang-ri, Yeongyang
Natural Monument No. 519
Sand pear (Pyrus ussuriensis Maxim.) is a deciduous broadleaf tree in the family Rosaceae generally found in Korea, China, Japan and Far Eastern Russia. Its white flowers bloom in May and its yellow fruits ripen between August and October. This species highly tolerant of cold weather and grows well in both shade and light.
This tree in Muchang-ri has long been worshiped by the locals as a guardian tree protecting the village. They perform a ritual in front of the tree on the first full moon of the lunar year and whenever a misfortune takes place among the villagers. People would also foretell the prosperity of the year’s harvest depending on how the blossoms look each spring. For those reasons, the villagers have protected this tree for a long time.
In recognition of its biological and ethnographic value as a large, healthy tree worshiped by the locals, it was designated as Natural Monument No. 519 in 2010.

## 같이 보기
- 산돌배나무

## 참고 자료
- 영양 무창리 산돌배 - 국가유산청 국가유산포털